# Salacia diandra
Salacia diandra är en benvedsväxtart som beskrevs av Thw. Salacia diandra ingår i släktet Salacia och familjen Celastraceae. Inga underarter finns listade.